# キノプロテイングルコースデヒドロゲナーゼ
キノプロテイングルコースデヒドロゲナーゼ（quinoprotein glucose dehydrogenase）は、ペントースリン酸経路を構成する酵素の一つで、次の化学反応を触媒する酸化還元酵素である。
D-グルコース + ユビキノン {\displaystyle \rightleftharpoons } D-グルコノ-1,5-ラクトン + ユビキノール
反応式の通り、この酵素の基質はD-グルコースとユビキノン、生成物は
D-グルコノ-1,5-ラクトンとユビキノールである。補因子としてPQQを用いる。
組織名はD-glucose:ubiquinone oxidoreductaseで、別名にD-glucose:(pyrroloquinoline-quinone) 1-oxidoreductase, glucose dehydrogenase (PQQ-dependent), glucose dehydrogenase (pyrroloquinoline-quinone), quinoprotein D-glucose dehydrogenaseがある。